# Боровківка
Боровкі́вка — село в Україні, у Верхньодніпровському районі Дніпропетровської області. Населення за переписом 2021 року складає понад 600 осіб. Входить до складу Верхньодніпровської міської громади.

## Географія
Село Боровківка розташоване на лівому березі річки Самоткань, нижче за течією примикає село Авксенівка, вище за течією на відстані 1 км і на протилежному березі — село Павло-Григорівка.

## Історія
За даними на 1859 рік у власницькому селі Верхньодніпровського повіту Катеринославської губернії мешкало 225 осіб (117 чоловіків та 108 жінок), налічувалось 46 дворових господарств.
Під час організованого радянською владою Голодомору 1932—1933 років померло щонайменше 94 жителі села.

## Населення
Згідно з переписом УРСР 1989 року чисельність наявного населення села становила 896 осіб, з яких 293 чоловіки та 603 жінки.
За переписом населення України 2001 року в селі мешкали 834 особи.

### Мова
Розподіл населення за рідною мовою за даними перепису 2001 року:
| Мова            | Відсоток |
| --------------- | -------- |
| українська      | 90,88 %  |
| російська       | 8,32 %   |
| інші/не вказали | 0,8 %    |

## Економіка
- «Агро-Самара», ТОВ.

## Об'єкти соціальної сфери
- Школа
- Дитячий садочок
- Будинок культури

## Відомі особистості

### Народилися
- Крупій Андрій Іванович (1871-1948) — самоук-поет та сатирик.
- Невидайло Микола Гаврилович (1923-2012) — письменник і політв'язень, учасник ОУН.
- Огій Петро Омелянович (1917—1991) — видатний лікар, перший ректор Тернопільського національного медичного університету, виріс у селі.